# Capranica (famiglia)
La famiglia Capranica è stata una famiglia patrizia romana originaria di Capranica Prenestina, fra cui si annoverano diversi ecclesiastici, imprenditori teatrali e scrittori.

## Storia

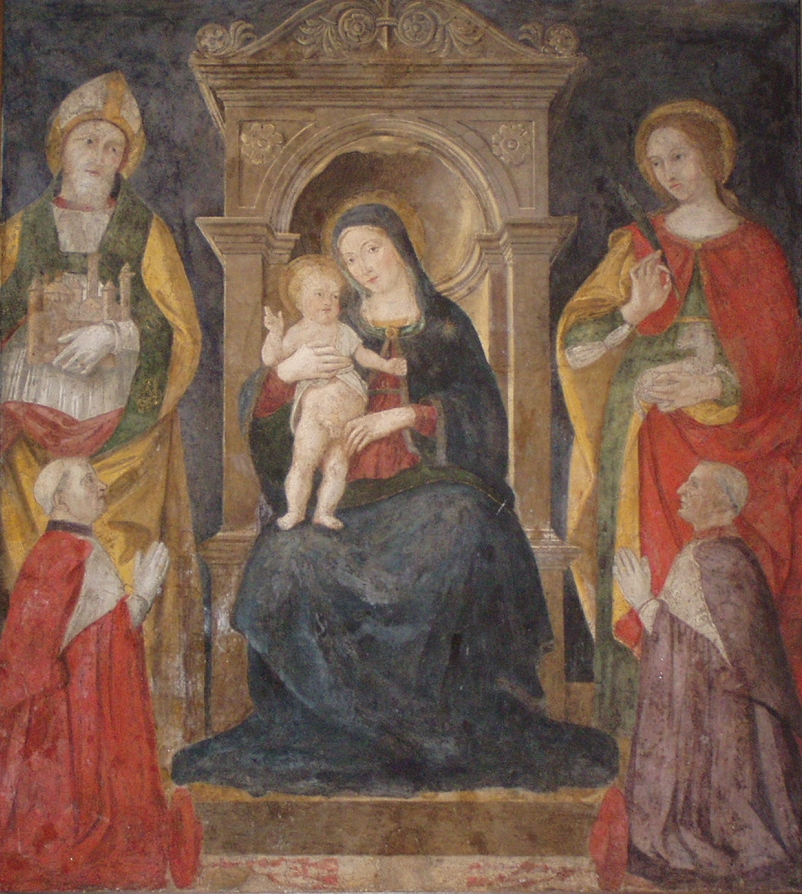
Antoniazzo Romano, Madonna con Bambino, un santo vescovo e sant'Agnese, Roma, Collegio Capranica; in ginocchio i cardinali Angelo Capranica (a sin.) e Domenico (a dx)

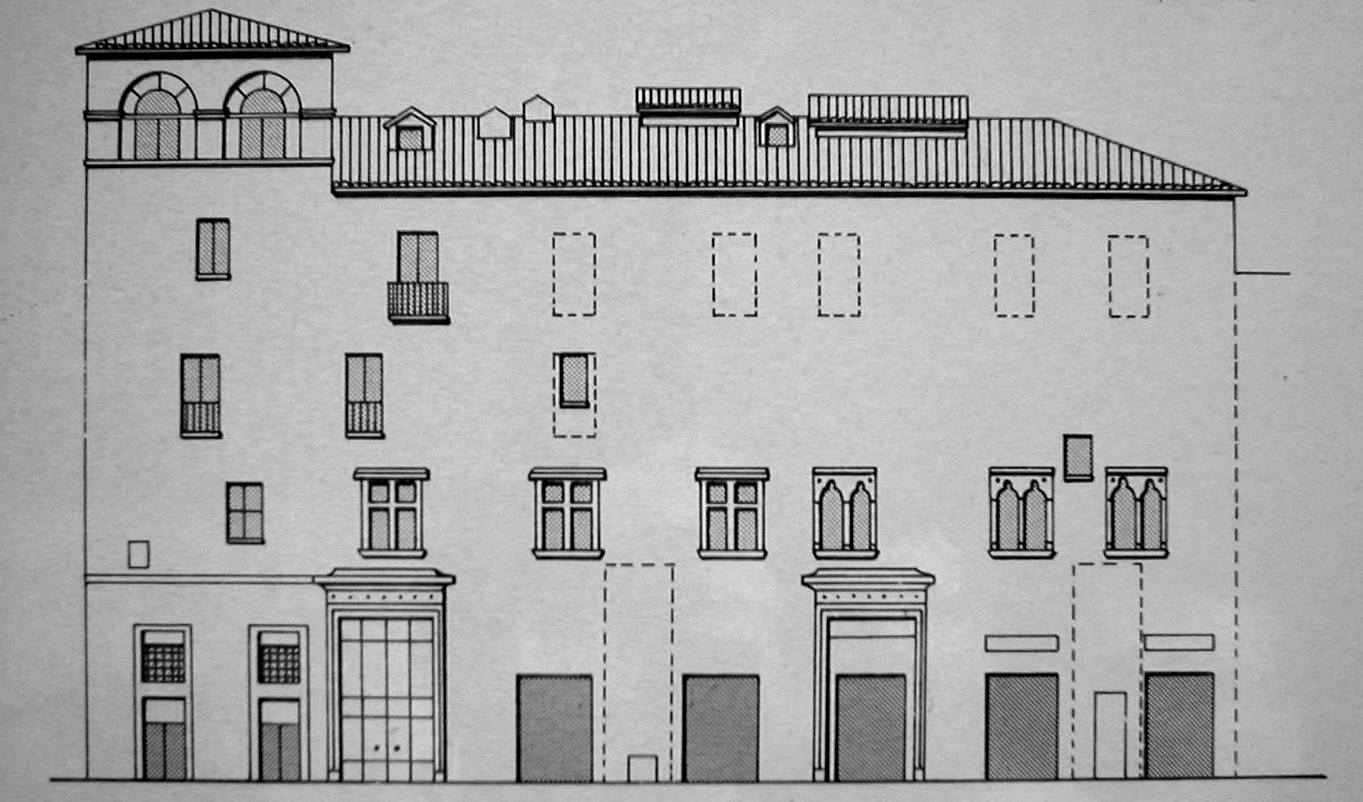
Almo Collegio Capranica, Prospetto su Piazza Capranica

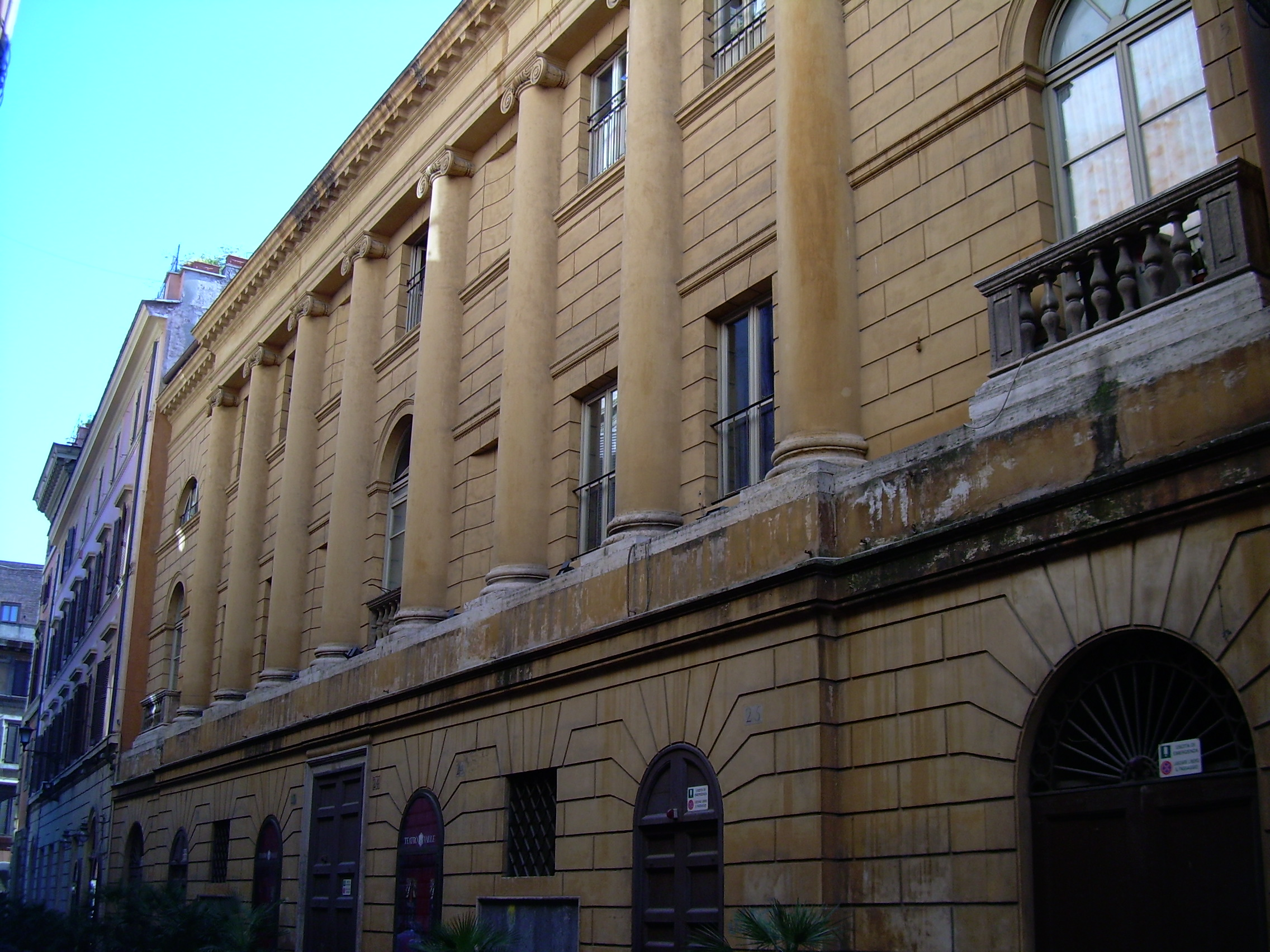
Teatro Valle

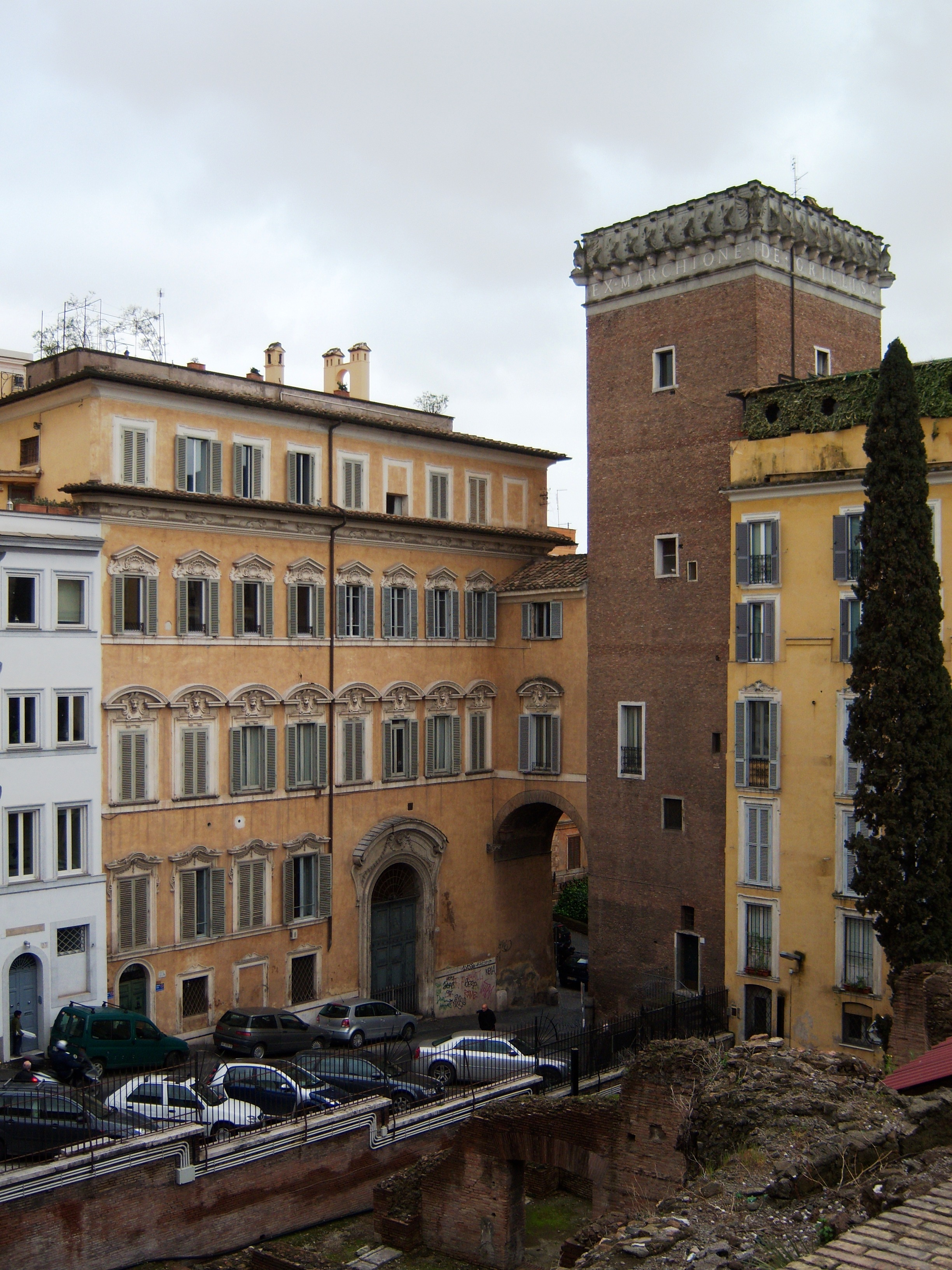
Palazzo del Grillo

Il cognome originario della famiglia era Pantagati; ma i primi e storicamente più importanti membri della famiglia, i fratelli Domenico e Angelo, entrambi cardinali nel XV secolo, cambiarono il cognome Pantagati con quello del paese natale (Capranica Prenestina). Il più anziano dei due, Domenico Capranica, collaborò con Niccolò V e Callisto III, fu un abile diplomatico, si occupò della riforma della Chiesa cattolica, ebbe un ruolo importante nel Concilio di Basilea, Ferrara e Firenze e legò il suo nome al più antico collegio teologico di Roma, l'Almo collegio Capranica; il fratello Angelo, promosso pure lui cardinale da Pio II, ampliò il bel palazzo turrito che si affaccia sull'attuale Piazza Capranica che dalla fine del XVII secolo accolse un importante teatro, il Teatro Capranica.
La famiglia ebbe importanza nella gerarchia ecclesiastica, nella storia interna della città di Roma e nella storia del teatro.
Ai primi del XVII secolo la famiglia si divise in due rami, discendenti da Andrea Capranica (1572-1634) e da Bartolomeo Capranica (morto prima del 1621), ma conservarono indivise le proprietà immobiliari. Oltre al palazzo Capranica del rione Colonna, alla morte di Angelo Capranica (1478) la famiglia possedeva un intero isolato nella parrocchia di San Marco, e alcune proprietà nei pressi di Porta San Paolo, oltre alla cappella di famiglia nella chiesa di Santa Maria sopra Minerva. A queste si aggiungevano altre cospicue proprietà nella campagna romana tra le quali la tenuta di Capocotta e Pratica. Nel 1568 la famiglia acquistò inoltre i diritti feudali di Capranica Prenestina dai Massimo. Nel corso del XVII secolo tuttavia la famiglia si impoverì, vendette molte proprietà, fra cui i possedimenti di Capranica, ma mantenne il palazzo che era rimasto proprietà indivisa dei vari rami della famiglia.
Il "teatro Capranica" fu creato nella seconda metà del XVII secolo da Pompeo Capranica (1647-1706) il quale lo ricavò abbattendo le pareti divisorie dal primo piano del palazzo. La prima rappresentazione avvenne nel febbraio 1679 con l'opera di Bernardo Pasquini Dov'è amore è pietà. Il teatro Capranica fu per molto tempo il principale teatro di Roma; nei primi del XVII secolo vi vennero rappresentate per es. opere di Alessandro Scarlatti e Antonio Vivaldi. Gli spettacoli teatrali nella Roma non erano visti con favore dalle autorità pontificie: le rappresentazioni teatrali, limitate di solito al periodo del Carnevale, venivano spesso proibite per motivi sociali (epidemie, lutto per guerre in corso) o per proibizionismo. Era inoltre proibita la vendita dei biglietti di ingresso. Nonostante le difficoltà, Pompeo e suo fratello Federico Capranica (1665-1723) cercarono di rendere possibile l'attività teatrale: si procedette alla divisione dei beni della famiglia Capranica, si migliorò l'agibilità della sala iniziando nel 1694 la ricostruzione sotto la direzione dell'architetto Carlo Buratti, e venne eluso il divieto papale di effettuare recite a pagamento con l'escamotage di affittare i palchi come beni immobili. Nel 1727 Camillo Capranica, figlio di Federico, creò addirittura un altro teatro, il "Teatro Valle", ancora in attività. Nonostante la gestione oculata e il ricorso a impresari esperti, dal punto di vista economico l'attività fu spesso in perdita tanto che nel 1767 i Capranica cedettero il teatro.
Bartolomeo Capranica riacquistò il teatro Capranica nel 1852 da Alessandro Torlonia, ma anche questa volta l'attività imprenditoriale si rivelò fallimentare.
I Capranica furono eredi di altre famiglie della nobiltà romana.
All'inizio del XVIII secolo Giuliano Capranica aveva sposato Laura Rondinini (o Rondanini); nel 1801, con la morte senza discendenti di Giuseppe Rondinini, i Capranica ereditarono il notevole patrimonio di quella famiglia. 
Nel 1757 Faustina Capranica, figlia di Camillo, sposò il marchese Onofrio del Grillo; la loro unica figlia Maria Vittoria del Grillo Scarlatti, ultima della sua famiglia, designò nel 1831 come proprio erede il nipote Giuliano Capranica (1824-1892), che assunse il titolo di marchese ed il cognome Capranica del Grillo. Ai Capranica del Grillo appartenne lo scrittore e patriota Luigi Capranica (1821-1891), autore di romanzi storici, e Giuliano Capranica del Grillo che sposò la grande attrice Adelaide Ristori. Dopo la presa di Roma (1870) i Capranica fecero parte delle famiglie aristocratiche romane che riconobbero la legittimità dello stato italiano (nobiltà bianca).